# العلاقات الأوغندية البلغارية
العلاقات الأوغندية البلغارية هي العلاقات الثنائية التي تجمع بين أوغندا وبلغاريا.

## مقارنة بين البلدين
هذه مقارنة عامة ومرجعية للدولتين:
| وجه المقارنة                                              | أوغندا                        | بلغاريا                                                                             |
| --------------------------------------------------------- | ----------------------------- | ----------------------------------------------------------------------------------- |
| المساحة (كم2)                                             | 241.04 ألف                    | 110.99 ألف                                                                          |
| عدد السكان (نسمة)                                         | 42.86 مليون                   | 7.08 مليون                                                                          |
| الكثافة السكانية (ن./كم²)                                 | 177.81                        | 63.79                                                                               |
| العاصمة                                                   | كامبالا                       | صوفيا                                                                               |
| اللغة الرسمية                                             | لغة إنجليزية، اللغة السواحلية | اللغة البلغارية                                                                     |
| العملة                                                    | شيلينغ أوغندي                 | ليف بلغاري                                                                          |
| الناتج المحلي الإجمالي (بليون دولار)                      | 25.89 مليار                   | 56.83 مليار                                                                         |
| الناتج المحلي الإجمالي (تعادل القوة الشرائية) بليون دولار | 72.25 مليار                   | 130.99 مليار                                                                        |
| الناتج المحلي الإجمالي الاسمي للفرد دولار أمريكي          | 705                           | 8.03 ألف                                                                            |
| الناتج المحلي الإجمالي للفرد دولار أمريكي                 | 1.77 ألف                      | 17.21 ألف                                                                           |
| مؤشر التنمية البشرية                                      | 0.483                         | 0.782                                                                               |
| رمز المكالمات الدولي                                      | +256                          | +359                                                                                |
| رمز الإنترنت                                              | .ug                           | .bg، .бг ‏                                                                           |
| المنطقة الزمنية                                           | ت ع م+03:00                   | ت ع م+02:00، ت ع م+03:00، أوروبا/صوفيا ‏، توقيت شرق أوروبا، توقيت شرق أوروبا الصيفي ‏ |

## منظمات دولية مشتركة
يشترك البلدان في عضوية مجموعة من المنظمات الدولية، منها:
| علم المنظمة | اسم المنظمة                               | تاريخ انضمام أوغندا | تاريخ انضمام بلغاريا |
| ----------- | ----------------------------------------- | ------------------- | -------------------- |
|             | يونسكو                                    | 9 نوفمبر 1962       | 17 مايو 1956         |
|             | وكالة ضمان الاستثمار متعدد الأطراف        | 10 يونيو 1992       | 23 سبتمبر 1992       |
|             | الأمم المتحدة                             | 25 أكتوبر 1962      | 14 ديسمبر 1955       |
|             | الفريق المعني برصد الأرض                  | ?                   | ?                    |
|             | الاتحاد البريدي العالمي                   | ?                   | ?                    |
|             | البنك الدولي للإنشاء والتعمير             | 27 سبتمبر 1963      | 25 سبتمبر 1990       |
|             | الاتحاد الدولي للاتصالات                  | 8 مارس 1963         | 18 سبتمبر 1880       |
|             | منظمة حظر الأسلحة الكيميائية              | ?                   | ?                    |
|             | مؤسسة التمويل الدولية                     | 27 سبتمبر 1963      | 22 يوليو 1991        |
|             | المركز الدولي لتسوية المنازعات الاستشارية | 14 أكتوبر 1966      | 13 مايو 2001         |
|             | منظمة التجارة العالمية                    | ?                   | 1 ديسمبر 1996        |
|             | منظمة الشرطة الجنائية الدولية             | ?                   | ?                    |

## وصلات خارجية
- موقع وزارة الخارجية الأوغندية
- موقع وزارة الخارجية البلغارية